# Stelechantha
Genre
Stelechantha est un genre de plantes de la famille des Rubiaceae.

## Liste d'espèces
Selon NCBI (26 octobre 2017) :
- Stelechantha arcuata
- Stelechantha cauliflora
- Stelechantha makakana
- Stelechantha ziamaeana

Selon Tropicos (26 octobre 2017) (Attention liste brute contenant possiblement des synonymes) :
- Stelechantha arcuata S.E.Dawson
- Stelechantha cauliflora (R.D. Good) Bremek.
- Stelechantha makakana N. Hallé
- Stelechantha ziamaeana (Jacq.-Fél.) N. Hallé